# Réseau express régional toulonnais
Le réseau express régional toulonnais ou RER toulonnais est un projet de service express métropolitain de France visant à desservir la métropole Toulon Provence Méditerranée, dans le Var.
Ce RER permettra, à terme, d'offrir une desserte au quart d'heure entre Saint-Cyr et La Pauline et à la demi-heure entre La Pauline et Hyères et entre La Pauline et Carnoules.

## Histoire

### Chronologie
- 2001 : 1re étude lancée par la SNCF visant à créer une liaison de type « RER » dans l'agglomération toulonnaise ; aucune suite n'est donnée à ce projet
- début des années 2010 : inscription, dans le plan de déplacements urbains de la Métropole 2015-2025, de la réalisation d'une navette ferroviaire à Toulon
- 2019 : lancement de la concertation sur la ligne nouvelle Provence-Côte-d'Azur, qui intègre un volet spécifique sur le RER Toulonnais
- janvier 2022 : lancement des travaux de création de la halte de Toulon-Sainte-Musse
- 11 décembre 2022 : mise en service de la halte de Toulon-Sainte-Musse

### Premier projet
En 2001, la SNCF publie un rapport : «Vers un réseau de desserte ferroviaire de type RER pour l'aire toulonnaise». L'objectif est alors d'augmenter le cadencement des trains autour de l'agglomération de Toulon. Le parcours retenu est alors sur une section reliant Saint-Cyr-sur-Mer à Carnoules. Plusieurs aménagements sont prévus pour atteindre cet objectif, notamment l'ajout d'une troisième voie pour fluidifier le trafic et ajouter des trains. Le projet intègre également deux réouvertures : d'une part la ligne Carnoules/Gardanne et d'autre part la ligne de La Pauline - Hyères aux Salines avec desserte de l'aéroport de Hyères. Une desserte en tram-train est prévue pour cette ligne.
Trois nouvelles haltes sont prévues sur la ligne existante, à L'Escaillon, Sainte-Musse et La Farlède.

### Second projet
Au début des années 2010, l'idée d'une navette ferroviaire revient sur la table et le projet est inscrit au Plan de déplacements urbains de la Métropole 2015-2025.
Dans le cadre du lancement de la concertation sur la ligne nouvelle Provence-Côte-d'Azur, un volet sur la création d'une navette ferroviaire autour de Toulon est ajoutée. En effet, cette LGV permettrait de décongestionner la ligne historique des TGV et permettrait ainsi l'ajout de trains supplémentaires. Cependant, le projet prévoit un doublement des circulations à l'horizon 2026-2028, avant même la mise en service de la LGV (prévue pour 2035-2040).
Ce second projet prévoit en premier lieu la création d'une seconde gare à Toulon, au niveau du quartier de Sainte-Musse, dont l'ouverture intervient le 11 décembre 2022. La création d'une halte à l'Escaillon est également envisagée, mais sans date d'ouverture annoncée à l'heure actuelle. En revanche, la halte de La Farlède, prévue dans le premier projet n'est pas reprise par ce nouveau projet.
Le terminus à Saint-Cyr est d'abord abandonnée, le site de Bandol n'est pas non plus retenu du fait d'un trop grand risque de rattrapage des trains omnibus par les trains directs en direction de Marseille. Le choix se porte donc sur un terminus à Ollioules-Sanary. Cependant, en 2021, un comité de pilotage réunissant SNCF Réseau, la région PACA et la Préfecture du Var permet de réinstaurer Saint-Cyr comme terminus ouest de la navette. Cependant, cette décision pourrait affecter un peu le calendrier prévisionnel de la navette.
A terme, la mise en service de la LGV devrait permettre un passage de 4 à 6 trains par heure et par sens sur la section Ollioules - Carnoules.

### Mise en service
Au service annuel 2023, qui intervient le 11 décembre 2022, la halte de Toulon-Sainte-Musse est mise en place. La desserte au quart d'heure est instaurée sur le tronçon central en heure de pointe, cependant, les stations d'Ollioules et de Carnoules ne sont pas encore des terminus[réf. à confirmer],[réf. à confirmer]. Des travaux doivent encore être réalisé pour accueillir les rames qui stationneront, cela permettra d'étendre la desserte au quart d'heure toute la journée.

## Tracé et stations

### Tracé
Le RER Toulonnais circulera sur des portions de la ligne Marseille-Saint-Charles - Vintimille ainsi que de la ligne La Pauline - Les Salins.

### Stations
Le RER Toulonnais devrait desservir à terme 18 stations : 7 stations (dont l'Escaillon) sur le tronçon central qui bénéficieront d'une desserte au quart d'heure, 2 stations sur la branche de Hyères (desserte à la demi-heure), 4 stations entre La Pauline et Carnoules (desserte à la demi-heure) et 5 stations entre Carnoules et Les Arcs (desserte à l'heure). Ces dessertes théoriques ne tiennent pas compte des TER semi directs qui peuvent desservir certains arrêts de la ligne. 

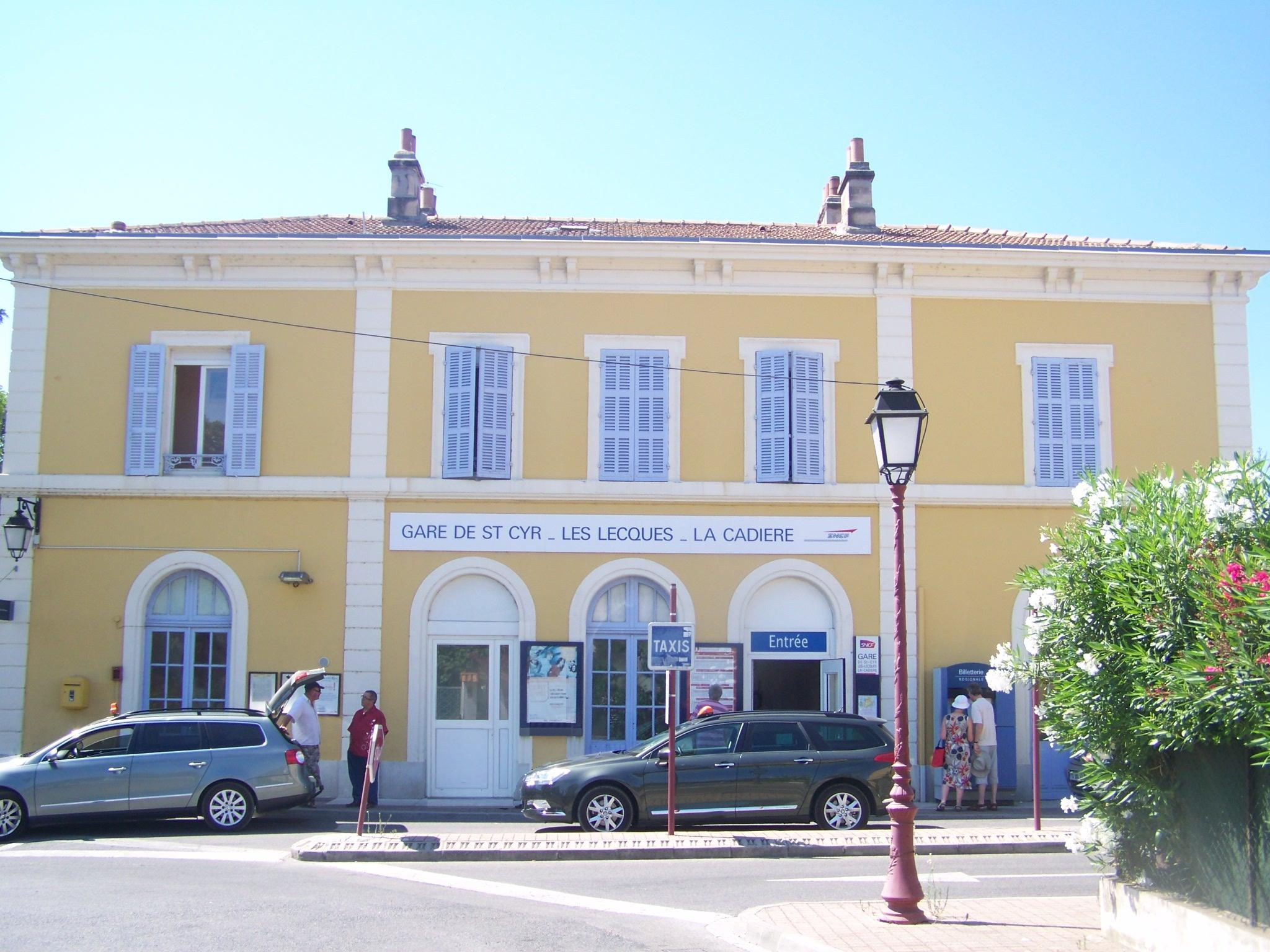
Gare de Saint-Cyr, terminus ouest
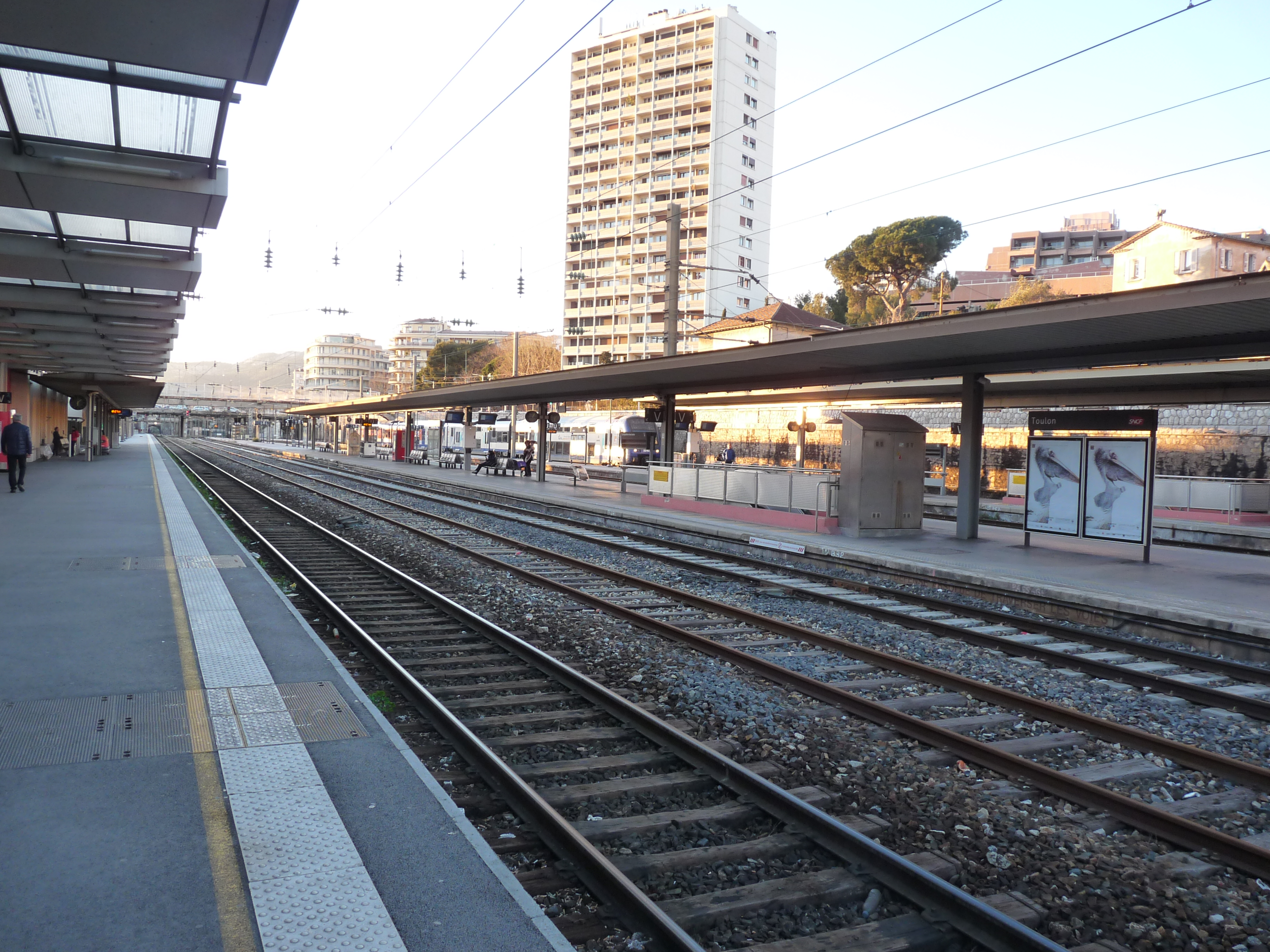
Gare de Toulon
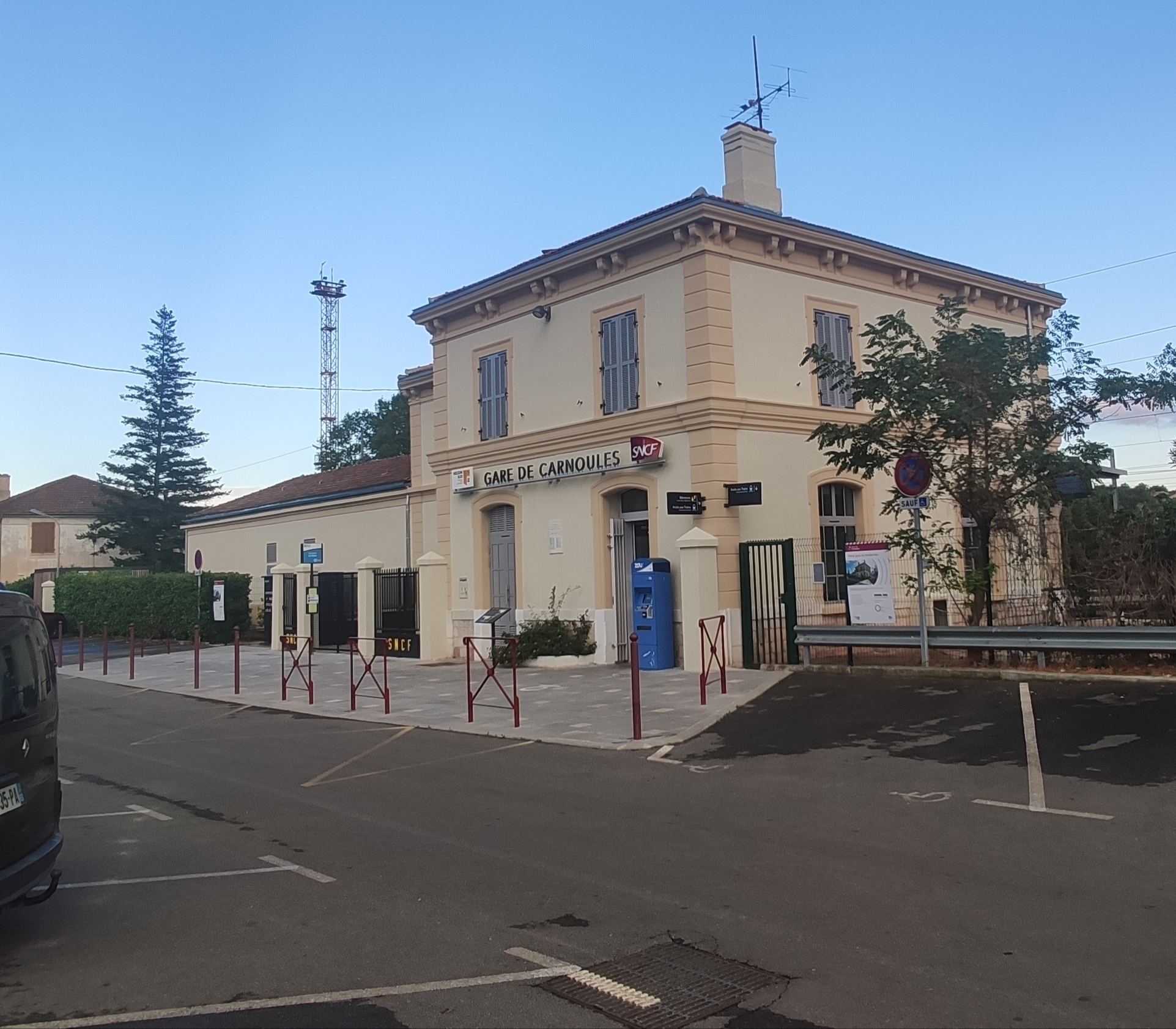
Gare de Carnoules, terminus nord-est
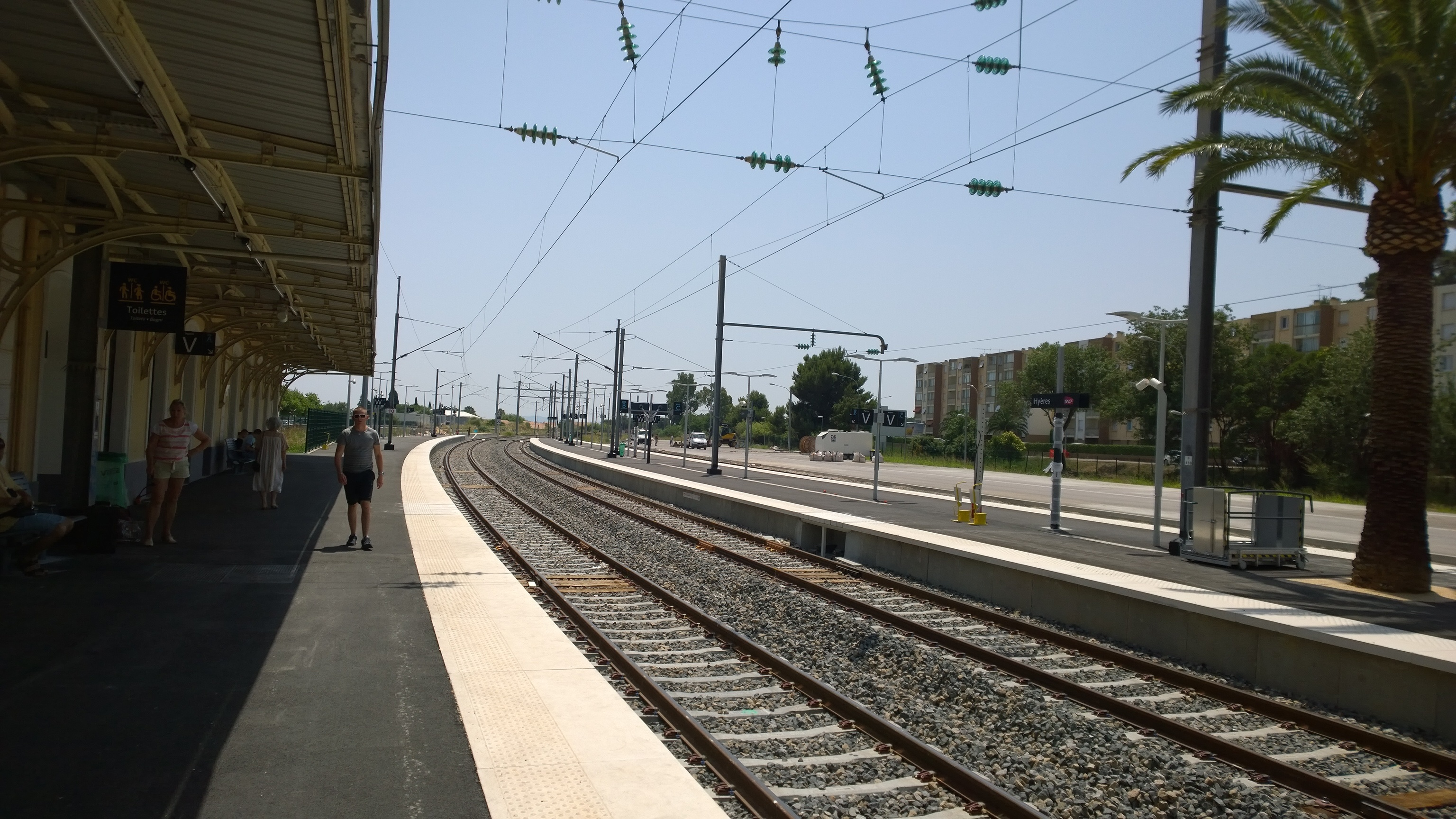
Gare de Hyères, terminus sud-est

### Desserte
Les quatre circulations par heure qui constitueront le RER Toulonnais sont réparties comme suit :
- 2 train omnibus Marseille/Hyères
- 1 train omnibus Ollioules/Carnoules
- 1 train omnibus Ollioules/Les Arcs

En plus de ces circulations, des TER semi directs continueront de circuler et de desservir Toulon.

## Projets

### Halte ferroviaire de Toulon-Sainte-Musse
La mise en service de la halte ferroviaire de Toulon-Sainte-Musse intervient le 11 décembre 2022. Les travaux avaient commencé le 7 janvier 2022 et se sont achevés début décembre de la même année. La SNCF estime entre 96 000 et 119 000 le nombre de voyageurs par an qui fréquenterait cette nouvelle halte.

### Halte ferroviaire de l'Escaillon
La création de l'Escaillon n'a toujours pas été confirmée, cependant des études concernant sa réalisation sont en cours. Le projet est toujours soutenu par les élus locaux.

### Gare de La Pauline-Hyères
La SNCF souhaiterait réaliser des travaux dans la gare de La Pauline-Hyères, en détruisant l'actuel bâtiment voyageurs, pour y construire un autre bâtiment voyageurs (comme celui de la halte ferroviaire de Toulon-Sainte-Musse) de l'autre côté des voies, créer 3 voies supplémentaires, et créer une gare routière qui pourrait notamment accueillir le BHNS Toulonnais, projet de la métropole Toulon-Provence-Méditerranée, qui devrait faire terminus ici.